# Acrasia punctillata
Acrasia punctillata is een vlinder van de familie van de spanners (Geometridae). De wetenschappelijke naam van deze soort is voor het eerst voorgesteld als Mauna punctillata door Louis Beethoven Prout in een publicatie uit 1938.
De soort komt voor in Zuid-Afrika.